# 레이저쇼

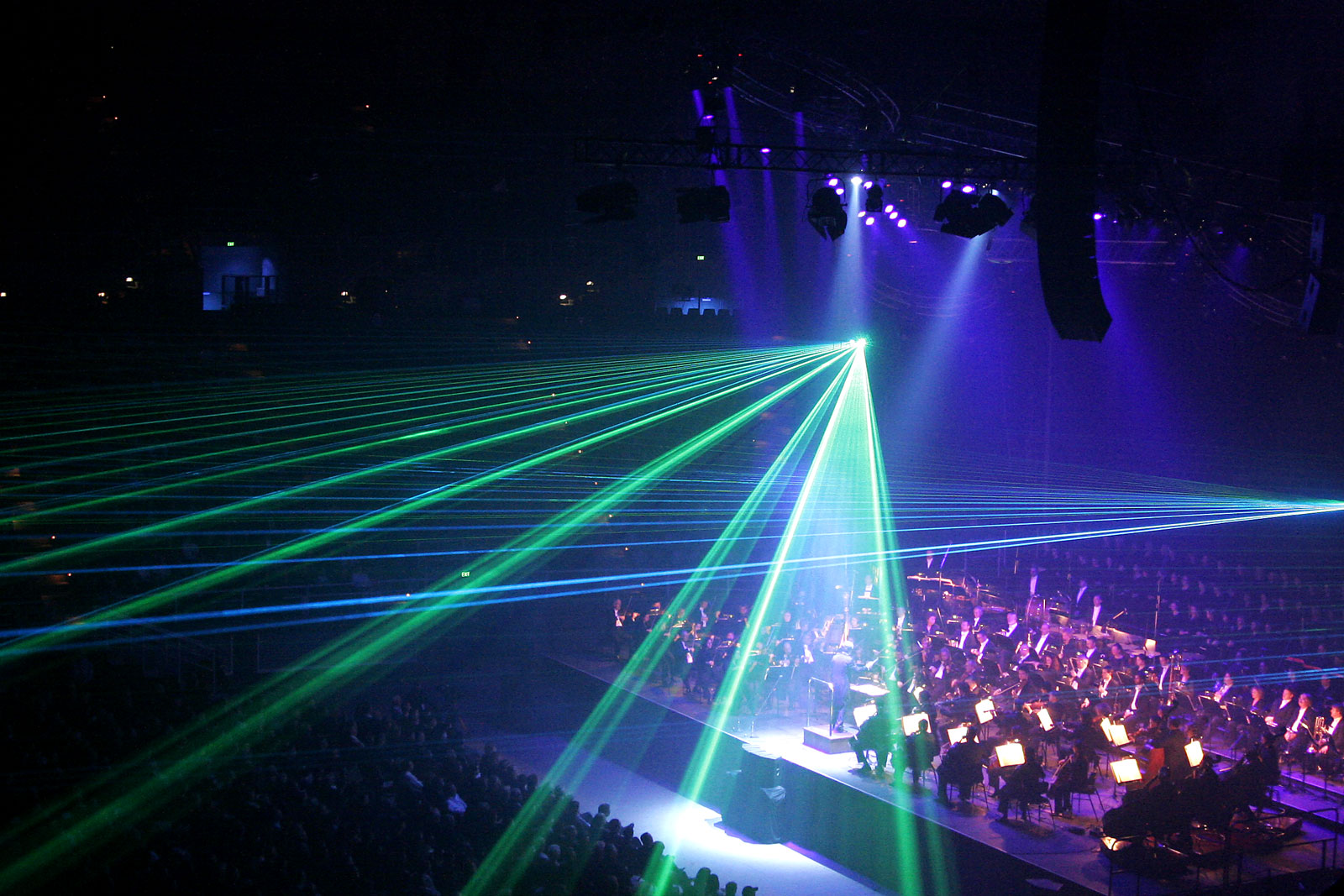
레이저 쇼는 라이브 멀티미디어 공연이다.

레이저쇼(laser show), 레이저 조명 디스플레이(laser lighting display) 또는 레이저 조명 쇼(laser light show)에는 청중을 즐겁게 하기 위해 레이저 빔을 사용하는 것이 포함된다. 레이저쇼는 음악에 맞춰 투사된 레이저 빔으로만 구성되거나 다른 형태의 엔터테인먼트(일반적으로 음악 공연)와 함께 제공될 수 있다.
레이저 빛은 레이저 빛의 응집성 특성으로 인해 좁은 빔이 생성될 수 있으므로 광학 스캐닝을 사용하여 차이점에 다시 초점을 맞추지 않고도 벽, 천장 또는 연극 연기 및 안개를 포함한 기타 표면에 패턴이나 이미지를 그릴 수 있기 때문에 엔터테인먼트에 유용한다. 비디오 프로젝션에서 흔히 볼 수 있듯이 거리에 따라 다르다. 본질적으로 더 집중된 이 광선은 가시성이 매우 높으며 종종 효과로 사용된다.  때로는 레이저 조각품을 만들기 위해 광선을 거울을 사용하여 다른 위치로 "반사"시키는 경우도 있다.